# Особняк Шлейфера
Особняк Шлейфера (укр. Особняк Шлейфера) — памятник архитектуры и истории в Печерском районе города Киева, Украина. Особняк расположен на углу улиц Институтской и Садовой.
Первоначально особняк являлся двухэтажным, в стиле модерн, смежный с пятиэтажным доходным домом. Дома имели отдельные парадные входы. Сохранились авторские чертежи обоих зданий. Особняк был построен в 1909 году Георгием Шлейфером для собственных нужд. Уже в 1910 году были заселены и двухэтажный особняк, и пятиэтажный смежный доходный дом. Это был последний проект архитектора. Также здесь проживал доктор медицины Нейолов Михаил Константинович.
После становления советской власти здесь находился штаб Коммунистической бригады особого назначения. 2 августа 1922 году штаб был перемещён на улице Институтская, дом 6. С 16 сентября 1922 года особняк был передан жилищному кооперативу, а Шлейфер вскоре эмигрировал во Францию. На втором этаже левого крыла особняка находилась явочная квартира подпольной антифашистской организации «Арсеналец». Интерьер особняка был украшен разнообразно. В гостиной был стеклянный потолок, для подчеркивания красоты коллекции художественных произведений хозяина.. Там же, на первом этаже, кроме гостиной, были ещё кабинет, столовая и спальня. Второй этаж особняка был соединен со вторым этажом доходного дома, потому что квартиры последнего предназначались для членов семьи. Доходный дом был двухсекционным и оборудован лифтами. Всего там было двадцать квартир..
По заказу реставраторов был разработан проект по перестройке зданий. Уже в 1940 году было возведено три этажа над особняком. Все было выполнено в едином стиле модерн. Консультантом реставрации являлся архитектор Павел Алешин.

## Галерея
- Элементы декора
- Внутренний двор